# Rusca Montană
Rusca Montană este o arie protejată de interes național ce corespunde categoriei a IV-a IUCN (rezervație naturală de tip forestier), situată în județul Caraș-Severin, pe teritoriul administrativ al comunei Rusca Montană.

## Localizare
Aria naturală se află în extremitatea nordică a județului Caraș-Severin (aproape de limita teritorială cu județul Hunedoara), ocupând teritoriul estic, vestic și nordic al satului Rusca Montană, în apropierea drumului național DN68 care leagă orașul Oțelu Roșu de localitatea Bucova.

## Descriere
Rezervația naturală a fost declarată arie protejată prin Hotărârea de Guvern Nr.1251 din 30 noiembrie 2004 (privind instituirea regimului de arie naturală protejată pentru noi zone) și se întinde pe o suprafață de 604 hectare.
Aria naturală suprapusă sitului omonim Natura 2000, reprezintă o zonă împădurită (păduri dacice de fag, păduri aluviale cu frasin și arin, păduri în amestec) aflată la poalele Munților Poiana Ruscă.